# Kimihiro
Kimihiro（キミヒロ、2月3日 - ）は静岡県在住の音楽家。

## 概要
バンドONE NIGHT STANDSのギターとボーカルを担当する。血液型はB型。現在、ギター教室講師、バンド・イベント・プロデュース、DTM、CGなど、多方面で活動を行う。

## 活動履歴

### 音楽活動
イギリスのロックンロールバンド「THE ROCKATS」の録音・日本ツアーに参加。ボーカル「ディプス・プレストン」のユニットに参加。「マジック」アルバム「再会」、ファイナルツアーに参加。7期間限定バンド「TWO FACE」を谷田部憲昭、Gun Gunと共に活動。資生堂CM 「肌プル・ゼリー」参加。CD-ROM 「ブルース・リー」音楽担当。KMP音楽出版より「ギターテキスト初級編」出版。荒井貿易よりキミヒロモデル3号機発売予定。プライベートスタジオ『kimi-st.』を設立。w-face・Rock A Swing 等のレコーディング・エンジニアを担当。Rowdy Too Hip'sのプロデュースを手掛ける。

### ラジオ
- 1995年4月から1996年3月まで、静岡放送のラジカルモンスターのラジオパーソナリティ。